# Parafia św. Franciszka z Asyżu w Wilnie
Parafia św. Franciszka z Asyżu w Wilnie – rzymskokatolicka parafia znajdująca się w Wilnie, w archidiecezji wileńskiej w dekanacie wileńskim I. Parafię prowadzą bernardyni.
Kościoły na terenie parafii:
- kościół św. Franciszka i św. Bernardyna w Wilnie – kościół parafialny
- kościół św. Anny w Wilnie

Msze święte odprawiane są w językach: litewskim (w obu świątyniach) oraz łacińskim i angielskim (kościół św. Franciszka i św. Bernarda).

## Historia
Parafię przy klasztorze bernardyńskim erygował w 1814 biskup wileński Hieronim Stroynowski. W ramach represji po powstaniu styczniowym władze carskie wygnały zakonników. Parafia przeszła wtedy pod opiekę księży diecezjalnych. W 1949 komuniści zamknęli kościół św. Franciszka i św. Bernardyna. Jego ruiny zostały zwrócone w 1994 i odrestaurowane. W 2001 przywrócono klasztor i parafię bernardyńską.